# Сівецька вулиця (Калуш)
Вулиця Сіве́цька — вулиця центральної частини міста Калуш.

## Назва
Розташовувалась над колишнім руслом річки Сівка, однак назва вулиці походить від назви дороги на село Сівка.

## Розташування
Вулиця простягається від перехрестя вулиць Сівецька-Л.Українки-Дзвонарська-Винниченка до вул. Об'їздної. До вул. Сівецька прилягає вул. Каракая.

## Історія
Садибна забудова вулиці позначена на картах XIX століття. Була до 1925 р. найзахіднішою вулицею міста.
Головним будівельним матеріалом для спорудження житлових будинків до другої половини XX століття було дерево. Дахи накривали гонтою та драницею, пізніше бляхою, черепицею і шифером. Ще в радянський період на вулиці можна було зустріти солом'яне накриття на деяких будівлях, переважно нежитлових. Дерев'яні стіни житлових будинків обмазували жовтою глиною, змішаною з соломою. Огорожі навколо будинків теж були дерев'яними, переважно з дерев'яних штахет, інколи висаджували грабовий живопліт.
Ще до початку II Світової війни вулицю було газифіковано. У реєстрі вулиць Калуша 1939 року мала № 60, знаходились будинки № 1232—1355. За часів СРСР 14.03.1947 була перейменована на вулицю Молотова — одного з поплічників Сталіна, а після виключення того з Президії ЦК КПРС і зняття з міністерської посади 29.06.1957 Хрущовом перейменована 22.10.1957 на вулицю Семанишина — місцевого комуністичного посіпаки.
У 1957 році вулиця постраждала від масштабної повені.
Починаючи з 1960-их рр. вулиця зазнала змін. Перш за все вулиця стала значно коротшою у зв'язку з демонтажем тієї частини вулиці, що простягалася від новозбудованої вулиці Об'їзної до Домбровського кар'єру. У 1970-их рр. припинили рух по залізничній колії (Вокзал-Калійний комбінат), яка перетинала вулицю майже по середині. В середині 2000-х рр. були зняті останні шпали, що залишились від колії та демонтований залізничний міст коло 11 школи. У 1970-их рр. вулицю було заасфальтовано, в кінці 2012 року переасфальтовано (старий асфальт був зруйнований вантажівками, які проїжджали вулицею до 1990-их рр.). В радянський період змінювався і зовнішній вигляд вулиці, оскільки змінювалася техніка будівництва: почали з'являтися перші муровані будинки.
У 1980-х рр. у зв'язку зі значним збільшенням автовласників у Калуші постала потреба будівництва гаражів. Саме на цій вулиці на місці с/г угідь на березі р. Сівки було побудовано кілька гаражних кооперативів.
Починаючи з 1980-х рр. на початку вулиці розгорнулося масштабне житлове будівництво. На місці демонтованих будинків місцевих жителів (яким надавали квартири в міських новобудовах або земельні ділянки в Підгірках) зводили дев'ятиповерхівки. На початку вулиці до середини 1970-их рр. розташовувався промтоварний ринок, на місці якого почалося будівництво д/с Журавлик (відкритий у 1980 році).
5 лютого 1991 року вулиця Семанишина була поділена на Дзвонарську (ближча до центру частина) і Сівецьку (дальня частина, їй було повернуто історичну назву)

## Сьогодення
У наші дні вулиця Сівецька фактично поділяється на дві частини: багатоповерхової забудови (з облаштованими дворами, центральним теплопостачанням та каналізацією) та малоповерхової забудови (переважно одноповерхові будинки з господарськими будівлями та сільськогосподарськими угіддями). Частина багатоповерхової забудови включає в себе 2 п'ятиповерхівки (№ 1, 3), 1 восьмиповерхівку(№ 7) та 5 дев'ятиповерхівок (№ 2, 4, 6, 8, 10).
На початку вулиці функціонує низка різнопрофільних магазинів (продуктові, промтоварний, автомобільний, з продажу одягу), 2 аптеки, стоматкабінет та перукарня.

## Світлини

### Багатоповерхова забудова 80-90-х рр.

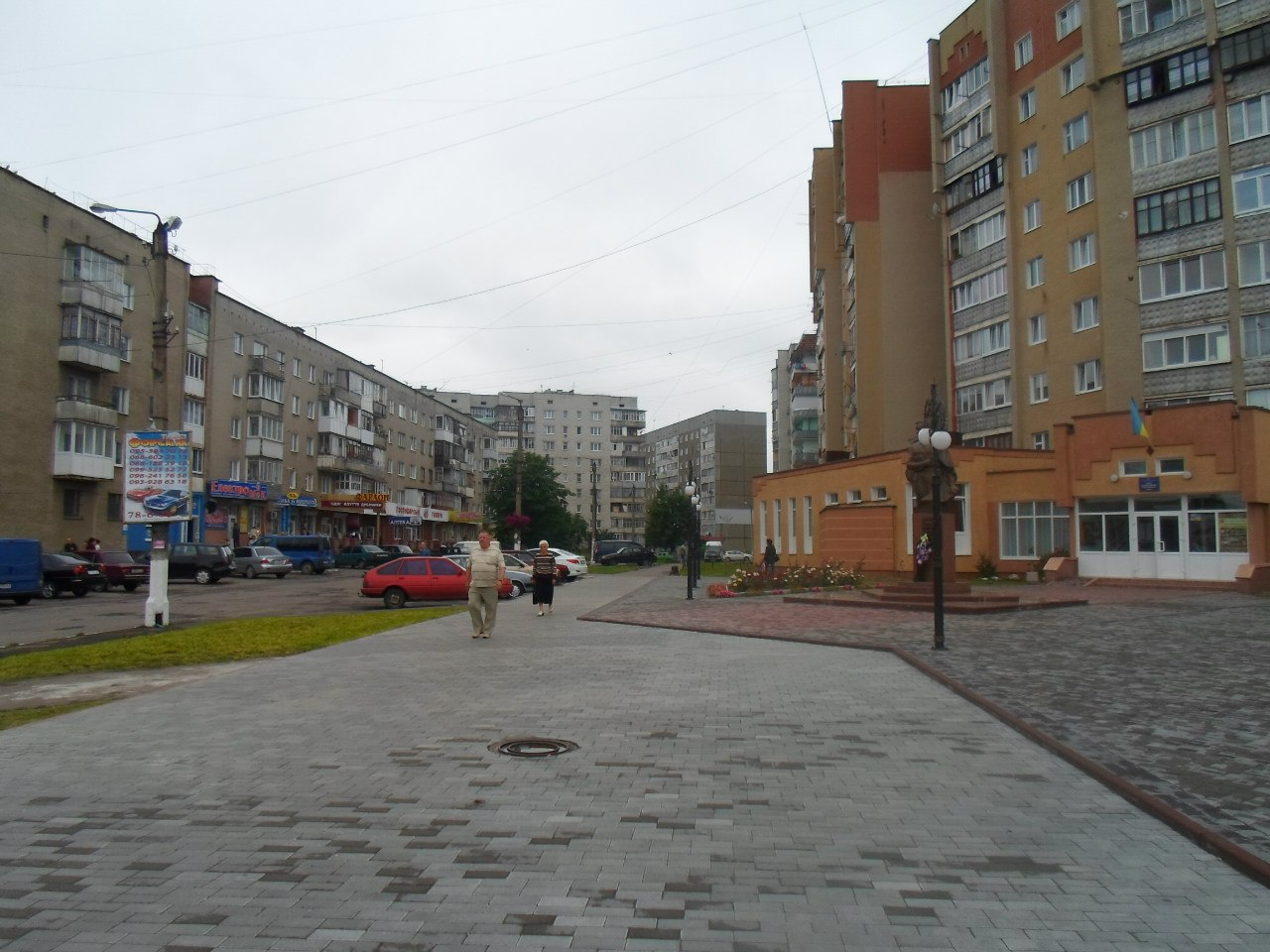
Сквер Шухевича
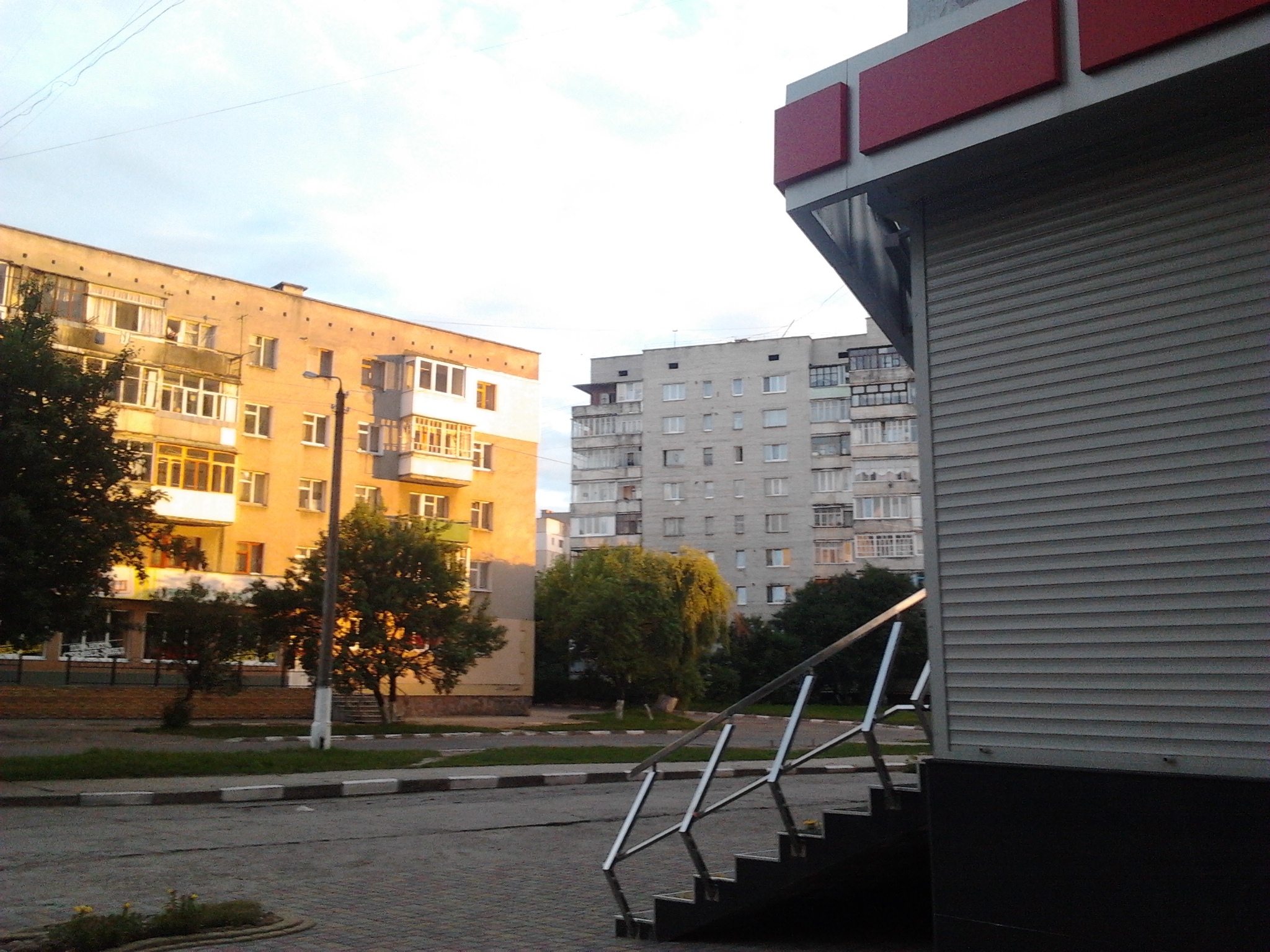
Багатоповерхівки на початку вулиці Сівецька
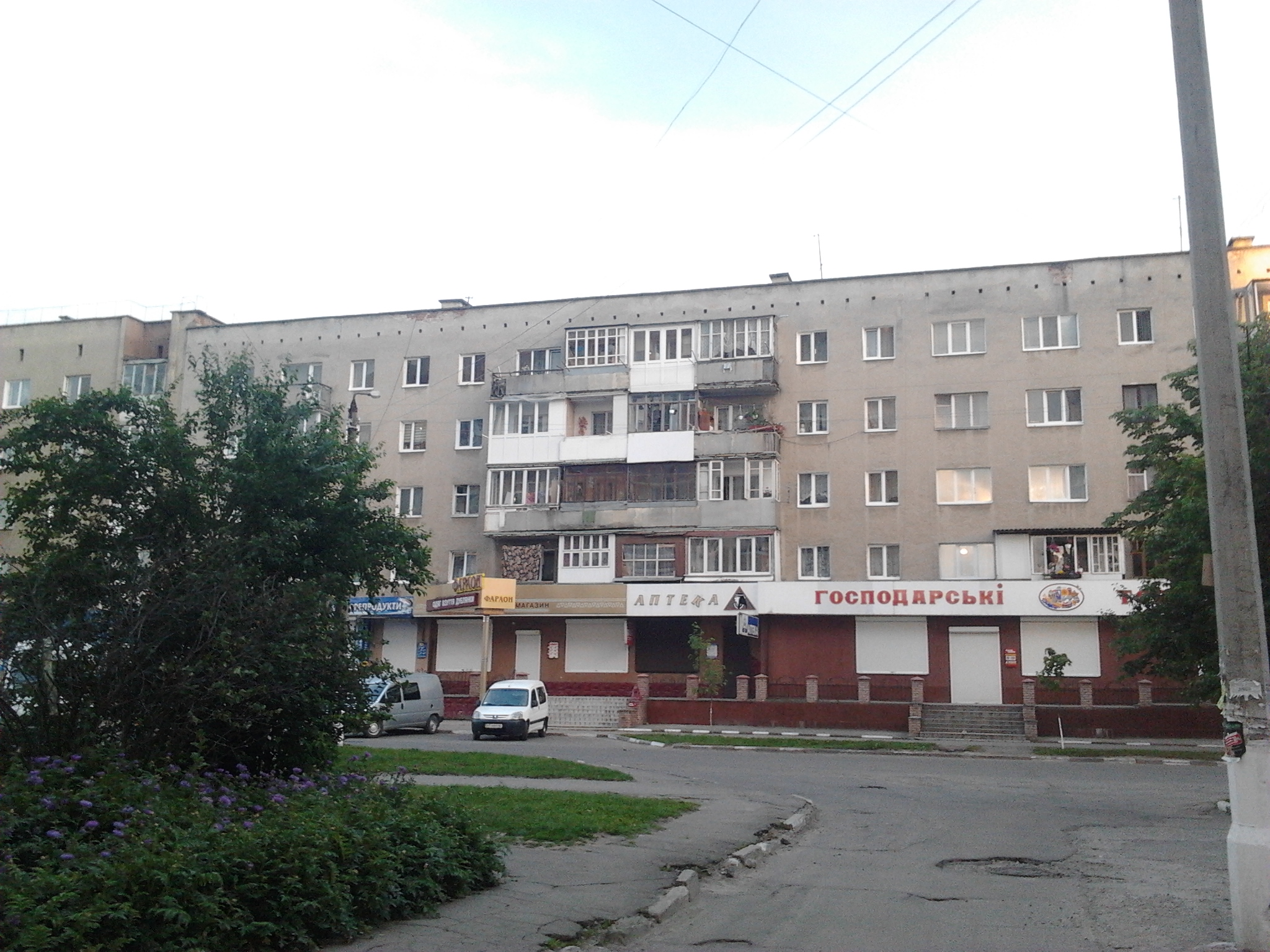
Вулиця Сівецька 3
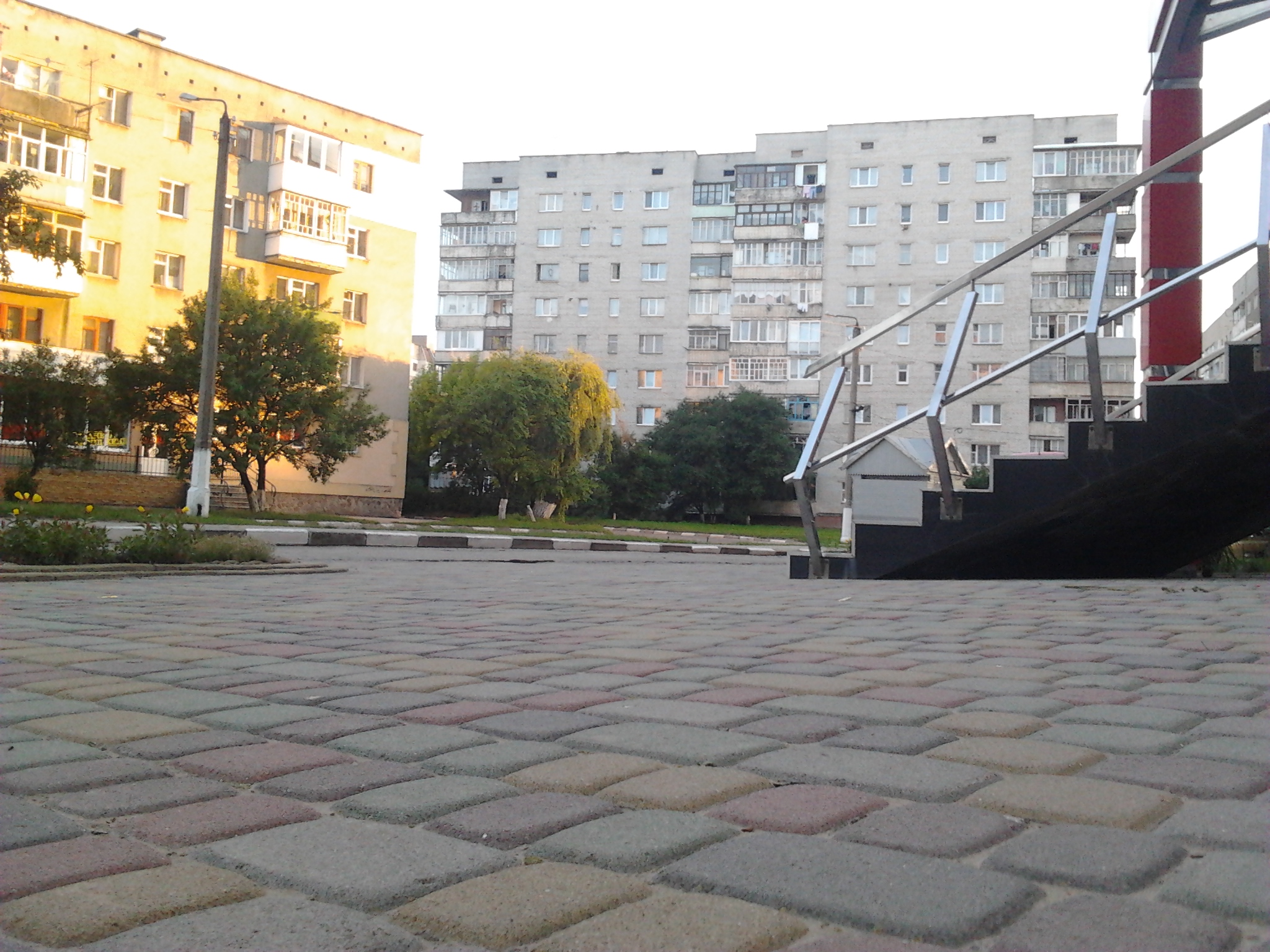
Вулиця Сівецька 6

### Малоповерхова забудова

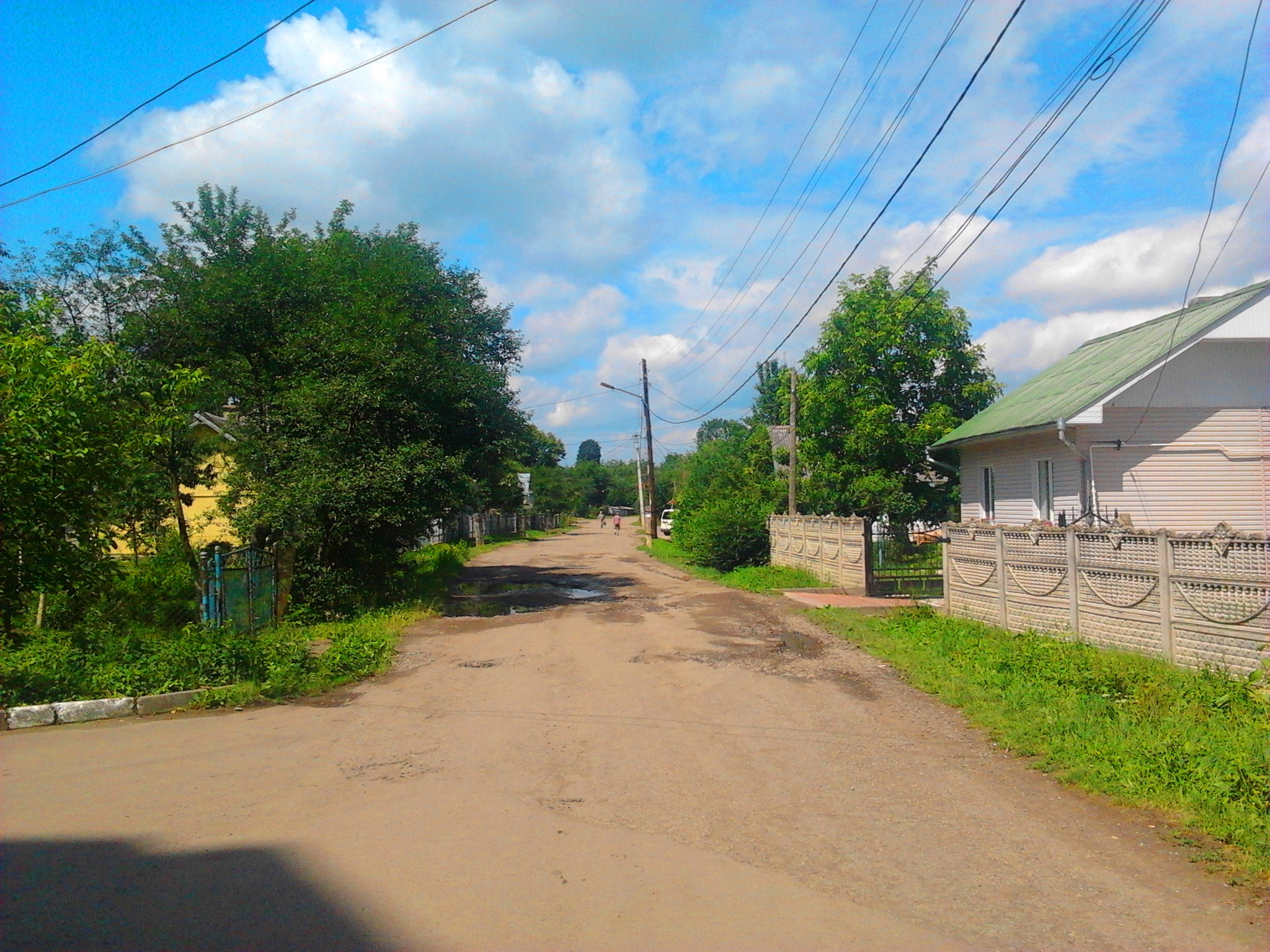
Приватний сектор
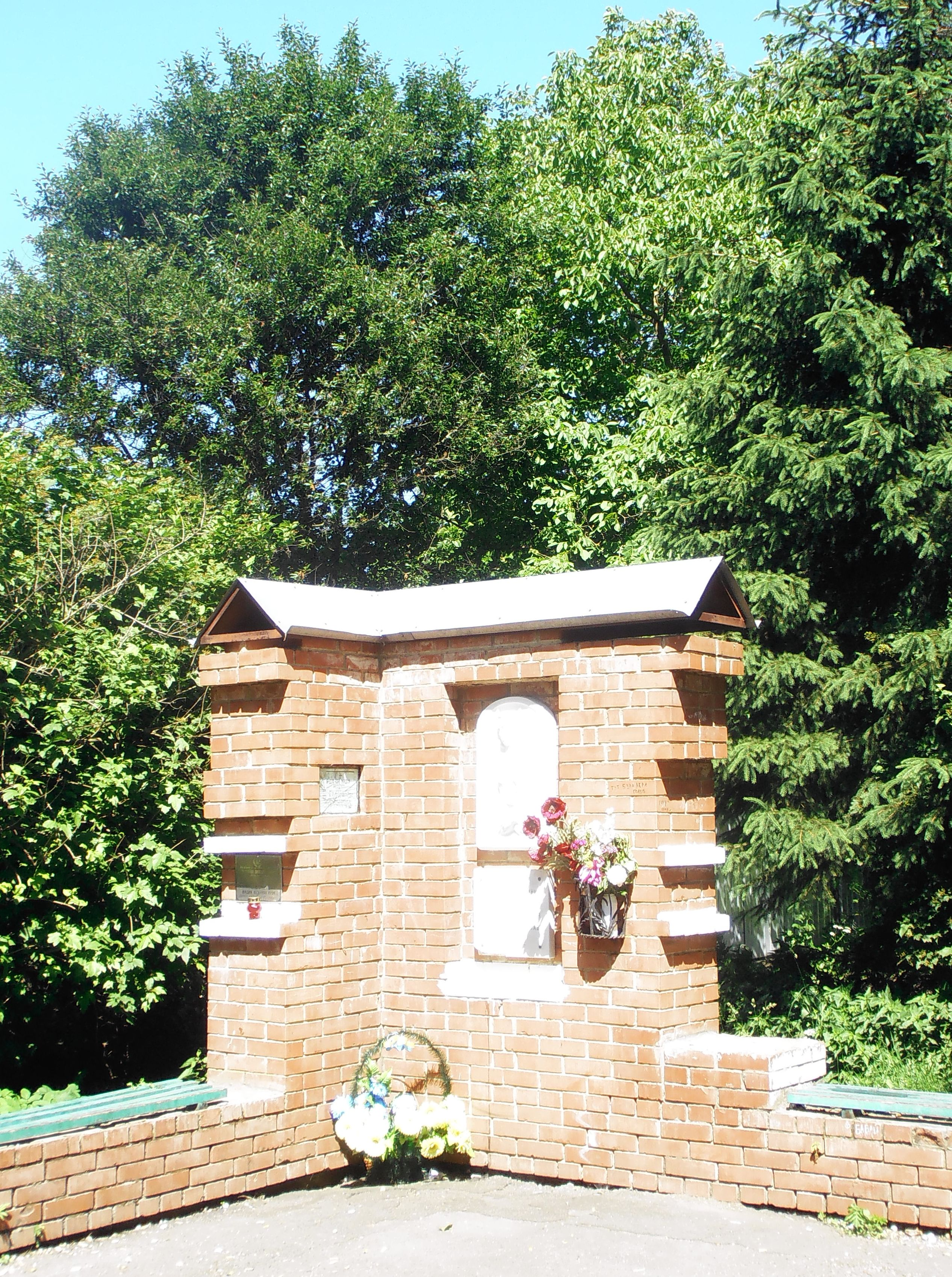
Монумент жінкам ОУН
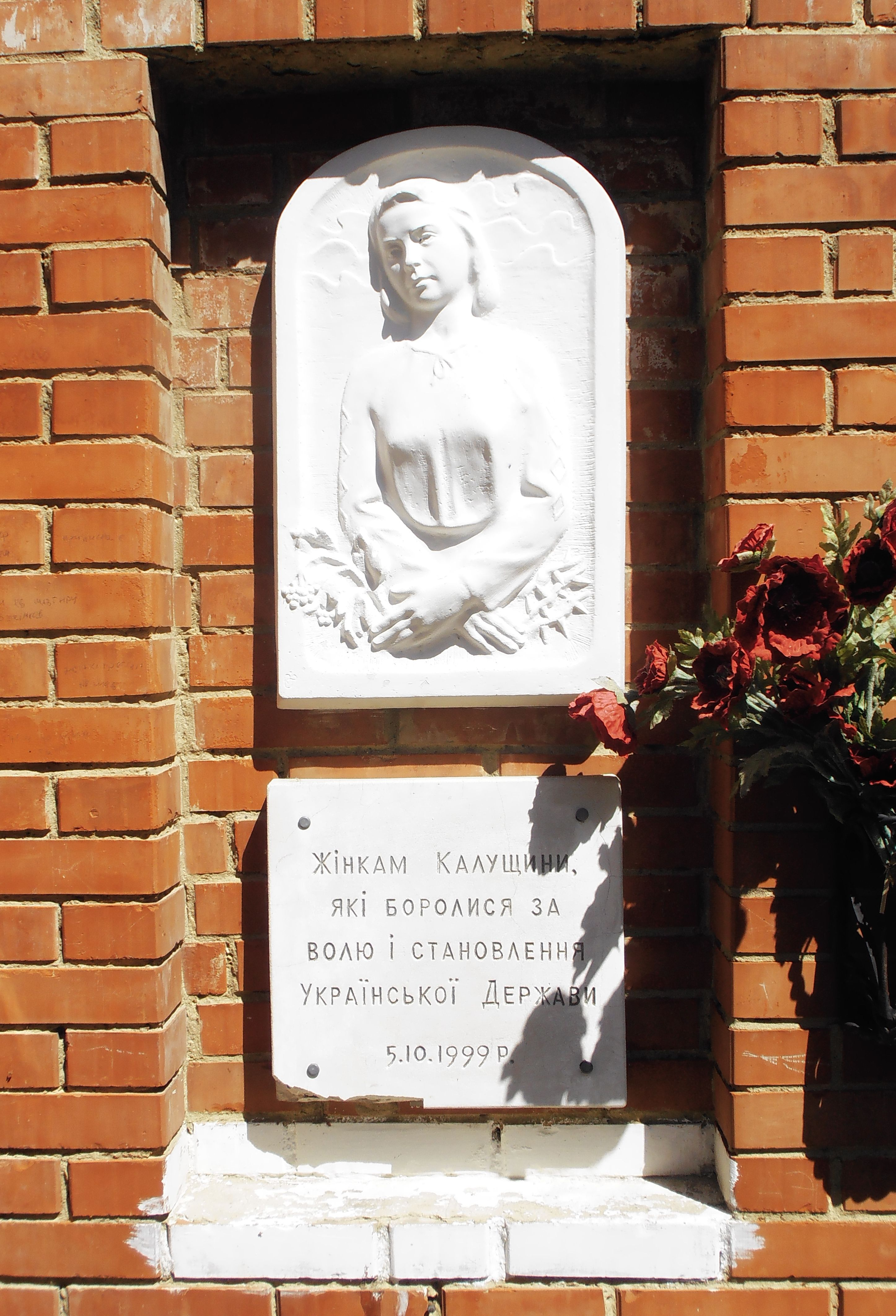
Меморіальна дошка жінкам ОУН